# Административно-территориальное деление Сараевского района

Сараевский район на карте Рязанской области

Сараевский район в рамках административно-территориального устройства включает 1 посёлок городского типа и 13 сельских округов.
В рамках организации местного самоуправления, муниципальный район делится на 14 муниципальных образований, в том числе 1 городское и 13 сельских поселений:
- Сараевское городское поселение (пгт Сараи)
- Алексеевское сельское поселение (с. Алексеевка)
- Борецкое сельское поселение (с. Борец)
- Бычковскиое сельское поселение (с. Бычки)
- Высоковское сельское поселение (с. Высокое)
- Желобовское сельское поселение (с. Желобово)
- Кривское сельское поселение (с. Кривское)
- Можарское сельское поселение (с. Меньшие Можары)
- Муравлянское сельское поселение (с. Муравлянка)
- Напольновскиое сельское поселение (с. Напольное)
- Новобокинское сельское поселение (с. Новобокино)
- Сысоевское сельское поселение (с. Сысои)
- Телятниковское сельское поселение (с. Телятники)
- Ягодновское сельское поселение (с. Ягодное).

Посёлок городского типа соответствует городскому поселению, сельский округ — сельскому поселению.

## Формирование муниципальных образований
В результате муниципальной реформы к 2006 году на территории 25 сельских округов было образовано 13 сельских поселений.
| Административно-территориальная единица | Населённый пункт         | Муниципальное образование         |
| --------------------------------------- | ------------------------ | --------------------------------- |
| Алексеевский сельский округ             | Алексеевка               | Алексеевское сельское поселение   |
| Алексеевский сельский округ             | Андреевка                | Алексеевское сельское поселение   |
| Алексеевский сельский округ             | Андриановка              | Алексеевское сельское поселение   |
| Алексеевский сельский округ             | Барышовка                | Алексеевское сельское поселение   |
| Алексеевский сельский округ             | Владимиро-Константиновка | Алексеевское сельское поселение   |
| Алексеевский сельский округ             | Заря                     | Алексеевское сельское поселение   |
| Алексеевский сельский округ             | Калиновка                | Алексеевское сельское поселение   |
| Алексеевский сельский округ             | Кобяковка                | Алексеевское сельское поселение   |
| Алексеевский сельский округ             | Константиновка           | Алексеевское сельское поселение   |
| Алексеевский сельский округ             | Ленинка                  | Алексеевское сельское поселение   |
| Алексеевский сельский округ             | Малиновка                | Алексеевское сельское поселение   |
| Алексеевский сельский округ             | Отрада                   | Алексеевское сельское поселение   |
| Алексеевский сельский округ             | Петровка                 | Алексеевское сельское поселение   |
| Алексеевский сельский округ             | Поволжье                 | Алексеевское сельское поселение   |
| Алексеевский сельский округ             | Романовка                | Алексеевское сельское поселение   |
| Алексеевский сельский округ             | Садовка                  | Алексеевское сельское поселение   |
| Алексеевский сельский округ             | Свердловка               | Алексеевское сельское поселение   |
| Алексеевский сельский округ             | Фёдоровка                | Алексеевское сельское поселение   |
| Алексеевский сельский округ             | Хуторовка                | Алексеевское сельское поселение   |
| Алексеевский сельский округ             | Ягодка                   | Алексеевское сельское поселение   |
| Троицкий сельский округ                 | Дмитриевка               | Алексеевское сельское поселение   |
| Троицкий сельский округ                 | Прогресс                 | Алексеевское сельское поселение   |
| Троицкий сельский округ                 | Троицкое                 | Алексеевское сельское поселение   |
| Борецкий сельский округ                 | Борец                    | Борецкое сельское поселение       |
| Борецкий сельский округ                 | Дмитриевка               | Борецкое сельское поселение       |
| Борецкий сельский округ                 | Добродушное              | Борецкое сельское поселение       |
| Борецкий сельский округ                 | Дубовка                  | Борецкое сельское поселение       |
| Борецкий сельский округ                 | Зеркальные Пруды         | Борецкое сельское поселение       |
| Борецкий сельский округ                 | Которовка                | Борецкое сельское поселение       |
| Борецкий сельский округ                 | Красивка                 | Борецкое сельское поселение       |
| Борецкий сельский округ                 | Нестеровка               | Борецкое сельское поселение       |
| Борецкий сельский округ                 | Николаевка               | Борецкое сельское поселение       |
| Борецкий сельский округ                 | Пчелиновка               | Борецкое сельское поселение       |
| Бычковский сельский округ               | Бычки                    | Бычковское сельское поселение     |
| Озерковский сельский округ              | Дмитриевка               | Бычковское сельское поселение     |
| Озерковский сельский округ              | Красный Куст             | Бычковское сельское поселение     |
| Озерковский сельский округ              | Озерки                   | Бычковское сельское поселение     |
| Озерковский сельский округ              | Старобокино              | Бычковское сельское поселение     |
| Белореченский сельский округ            | Белоречье                | Высоковское сельское поселение    |
| Белореченский сельский округ            | Брусяная 1               | Высоковское сельское поселение    |
| Белореченский сельский округ            | Брусяная 2               | Высоковское сельское поселение    |
| Белореченский сельский округ            | Смирновка                | Высоковское сельское поселение    |
| Белореченский сельский округ            | Улейка                   | Высоковское сельское поселение    |
| Высоковский сельский округ              | Высокое                  | Высоковское сельское поселение    |
| Высоковский сельский округ              | Назарьево                | Высоковское сельское поселение    |
| Высоковский сельский округ              | Таптыково                | Высоковское сельское поселение    |
| Островский сельский округ               | Беляевка                 | Высоковское сельское поселение    |
| Островский сельский округ               | Ламино                   | Высоковское сельское поселение    |
| Островский сельский округ               | Малиновка                | Высоковское сельское поселение    |
| Островский сельский округ               | Михайловка               | Высоковское сельское поселение    |
| Островский сельский округ               | Мосоловка                | Высоковское сельское поселение    |
| Островский сельский округ               | Островка                 | Высоковское сельское поселение    |
| Карл-Марксовский сельский округ         | Желобово                 | Желобовское сельское поселение    |
| Карл-Марксовский сельский округ         | Кутловы Борки            | Желобовское сельское поселение    |
| Карл-Марксовский сельский округ         | Никольский               | Желобовское сельское поселение    |
| Карл-Марксовский сельский округ         | Одоевщина                | Желобовское сельское поселение    |
| Карл-Марксовский сельский округ         | Урицкий                  | Желобовское сельское поселение    |
| Красноозерковский сельский округ        | Бахметьево               | Желобовское сельское поселение    |
| Красноозерковский сельский округ        | Красная Вершина          | Желобовское сельское поселение    |
| Красноозерковский сельский округ        | Красное Поле             | Желобовское сельское поселение    |
| Красноозерковский сельский округ        | Красный Озерок           | Желобовское сельское поселение    |
| Красноозерковский сельский округ        | Красный Озерок           | Желобовское сельское поселение    |
| Красноозерковский сельский округ        | Малютино                 | Желобовское сельское поселение    |
| Красноозерковский сельский округ        | Новый Хутор              | Желобовское сельское поселение    |
| Красноозерковский сельский округ        | Привокзальный            | Желобовское сельское поселение    |
| Красноозерковский сельский округ        | Пущино                   | Желобовское сельское поселение    |
| Красноозерковский сельский округ        | Слезнево                 | Желобовское сельское поселение    |
| Красноозерковский сельский округ        | Хирино                   | Желобовское сельское поселение    |
| Кривский сельский округ                 | Заречье                  | Кривское сельское поселение       |
| Кривский сельский округ                 | Кривское                 | Кривское сельское поселение       |
| Кривский сельский округ                 | Призыв                   | Кривское сельское поселение       |
| Кривский сельский округ                 | Пробуждение              | Кривское сельское поселение       |
| Кривский сельский округ                 | Шишковка                 | Кривское сельское поселение       |
| Можарский сельский округ                | Алешня                   | Можарское сельское поселение      |
| Можарский сельский округ                | Большие Можары           | Можарское сельское поселение      |
| Можарский сельский округ                | Весёлый                  | Можарское сельское поселение      |
| Можарский сельский округ                | Глинище                  | Можарское сельское поселение      |
| Можарский сельский округ                | Красная Звезда           | Можарское сельское поселение      |
| Можарский сельский округ                | Максимовка               | Можарское сельское поселение      |
| Можарский сельский округ                | Меньшие Можары           | Можарское сельское поселение      |
| Можарский сельский округ                | Соловьевка               | Можарское сельское поселение      |
| Максовский сельский округ               | Леонтьевка               | Муравлянское сельское поселение   |
| Максовский сельский округ               | Максы                    | Муравлянское сельское поселение   |
| Максовский сельский округ               | Малая Ягодинка           | Муравлянское сельское поселение   |
| Максовский сельский округ               | Новополье                | Муравлянское сельское поселение   |
| Максовский сельский округ               | Победа                   | Муравлянское сельское поселение   |
| Муравлянский сельский округ             | Анненка                  | Муравлянское сельское поселение   |
| Муравлянский сельский округ             | Дубровка                 | Муравлянское сельское поселение   |
| Муравлянский сельский округ             | Ивановка                 | Муравлянское сельское поселение   |
| Муравлянский сельский округ             | Коротково                | Муравлянское сельское поселение   |
| Муравлянский сельский округ             | Красная Новь             | Муравлянское сельское поселение   |
| Муравлянский сельский округ             | Муравлянка               | Муравлянское сельское поселение   |
| Муравлянский сельский округ             | Ниловка                  | Муравлянское сельское поселение   |
| Муравлянский сельский округ             | Станционный              | Муравлянское сельское поселение   |
| Муравлянский сельский округ             | Чарыково                 | Муравлянское сельское поселение   |
| Напольновский сельский округ            | Волков Хутор             | Напольновскиое сельское поселение |
| Напольновский сельский округ            | Журавлевка               | Напольновскиое сельское поселение |
| Напольновский сельский округ            | Карандеевка              | Напольновскиое сельское поселение |
| Напольновский сельский округ            | Конаковка                | Напольновскиое сельское поселение |
| Напольновский сельский округ            | Напольное                | Напольновскиое сельское поселение |
| Напольновский сельский округ            | Ново-Павловка            | Напольновскиое сельское поселение |
| Напольновский сельский округ            | Приютовка                | Напольновскиое сельское поселение |
| Напольновский сельский округ            | Протасьевка              | Напольновскиое сельское поселение |
| Напольновский сельский округ            | Советский                | Напольновскиое сельское поселение |
| Напольновский сельский округ            | Суевка                   | Напольновскиое сельское поселение |
| Напольновский сельский округ            | Суздальцево              | Напольновскиое сельское поселение |
| Напольновский сельский округ            | Центральная              | Напольновскиое сельское поселение |
| Напольновский сельский округ            | Чернышовка               | Напольновскиое сельское поселение |
| Ремизовский сельский округ              | Айкановка                | Напольновскиое сельское поселение |
| Ремизовский сельский округ              | Анненка                  | Напольновскиое сельское поселение |
| Ремизовский сельский округ              | Боголюбовка              | Напольновскиое сельское поселение |
| Ремизовский сельский округ              | Муравейник               | Напольновскиое сельское поселение |
| Ремизовский сельский округ              | Новая Поляна             | Напольновскиое сельское поселение |
| Ремизовский сельский округ              | Поляковка                | Напольновскиое сельское поселение |
| Ремизовский сельский округ              | Пономаревка              | Напольновскиое сельское поселение |
| Ремизовский сельский округ              | Ремизово I               | Напольновскиое сельское поселение |
| Ремизовский сельский округ              | Ремизово II              | Напольновскиое сельское поселение |
| Боголюбовский сельский округ            | Галинка                  | Новобокинское сельское поселение  |
| Боголюбовский сельский округ            | Красная Победа           | Новобокинское сельское поселение  |
| Боголюбовский сельский округ            | Курнаевка                | Новобокинское сельское поселение  |
| Боголюбовский сельский округ            | Низовка                  | Новобокинское сельское поселение  |
| Боголюбовский сельский округ            | Павловка                 | Новобокинское сельское поселение  |
| Новобокинский сельский округ            | Новобокино               | Новобокинское сельское поселение  |
|                                         | Сараи                    | Сараевское городское поселение    |
| Паниковский сельский округ              | Паники                   | Сысоевское сельское поселение     |
| Паниковский сельский округ              | Ясли                     | Сысоевское сельское поселение     |
| Сысоевский сельский округ               | Заря Свободы             | Сысоевское сельское поселение     |
| Сысоевский сельский округ               | Новое Поле               | Сысоевское сельское поселение     |
| Сысоевский сельский округ               | Озериха                  | Сысоевское сельское поселение     |
| Сысоевский сельский округ               | Сысои                    | Сысоевское сельское поселение     |
| Витушинский сельский округ              | Витуша                   | Телятниковское сельское поселение |
| Витушинский сельский округ              | Глебовка                 | Телятниковское сельское поселение |
| Витушинский сельский округ              | Ивановский Хутор         | Телятниковское сельское поселение |
| Витушинский сельский округ              | Малая Витуша             | Телятниковское сельское поселение |
| Витушинский сельский округ              | Палаткино                | Телятниковское сельское поселение |
| Витушинский сельский округ              | Фёдоровка                | Телятниковское сельское поселение |
| Ивановский сельский округ               | Ивановка                 | Телятниковское сельское поселение |
| Ивановский сельский округ               | Кондровка                | Телятниковское сельское поселение |
| Ивановский сельский округ               | Крутое                   | Телятниковское сельское поселение |
| Ивановский сельский округ               | Ново-Никольский          | Телятниковское сельское поселение |
| Телятниковский сельский округ           | Петинский                | Телятниковское сельское поселение |
| Телятниковский сельский округ           | Пристань                 | Телятниковское сельское поселение |
| Телятниковский сельский округ           | Телятники                | Телятниковское сельское поселение |
| Мордовский сельский округ               | Алексея Галахова         | Ягодновское сельское поселение    |
| Мордовский сельский округ               | Верхний Остров           | Ягодновское сельское поселение    |
| Мордовский сельский округ               | Запрудный                | Ягодновское сельское поселение    |
| Мордовский сельский округ               | Козловка                 | Ягодновское сельское поселение    |
| Мордовский сельский округ               | Красная Дубрава          | Ягодновское сельское поселение    |
| Мордовский сельский округ               | Мордово                  | Ягодновское сельское поселение    |
| Мордовский сельский округ               | Мыс Доброй Надежды       | Ягодновское сельское поселение    |
| Мордовский сельский округ               | Надеждино                | Ягодновское сельское поселение    |
| Мордовский сельский округ               | Нижний Остров            | Ягодновское сельское поселение    |
| Мордовский сельский округ               | Ясная Поляна             | Ягодновское сельское поселение    |
| Ягодновский сельский округ              | Ягодное                  | Ягодновское сельское поселение    |